# Atsushi Takahashi
Atsushi Takahashi (jap. 高橋 篤志, Takahashi Atsushi; * 1965) ist ein japanischer Amateurastronom und Asteroidenentdecker.
Er lebt in Kitami auf der Insel Hokkaidō und beobachtet Asteroiden und Kometen als Mitglied der Hokkaidō Suisei Shōwakusei Kaigi (北海道彗星・小惑星会議, „Konferenz für Kometen und Asteroiden Hokkaidō“) am Kitami Temmondai (engl. Hokkaido Kitami Observatory; IAU-Code 400). Zusammen mit seinem Kollegen Kazurō Watanabe hat er zwischen 1989 und 1991 insgesamt 22 Asteroiden entdeckt.
Der Asteroid (4842) Atsushi wurde auf Vorschlag seines Kollegen Kazurō Watanabe nach ihm benannt.